# Nikolái Kishkin
Nikolái Mijáilovich Kishkin (Moscú, 17 de noviembrejul./ 29 de noviembre de 1864greg.-ibídem, 16 de marzo de 1930) fue un médico y político ruso, miembro del Comité Central del Partido Democrático Constitucional (kadete).

## Primera Guerra Mundial
Era médico de profesión y oriundo de Moscú. Durante la Primera Guerra Mundial, fue vicepresidente de la Unión Panrusa de Ciudades. Tras la Revolución de Febrero de 1917, fue comisario del Gobierno provisional en Moscú y el 12 de septiembrejul./ 25 de septiembre de 1917greg. se lo nombró ministro de Bienestar del Gobierno de Kérenski.

## Revolución de Octubre
El Gobierno provisional lo nombró dictador el 25 de octubre, al tiempo que los bolcheviques tomaban el poder. Aceptó el nombramiento y de inmediato, en torno a las cuatro de la mañana, durante el asedio a la sede del gobierno provisional se dispuso a nombrar ayudantes y a sustituir al general Gueorgui Polkóvnikov al frente del Distrito Militar de Petrogrado por el general Yákov Bagratuni, hasta entonces jefe del Estado Mayor adjunto a Polkóvnikov. La consecuencia principal de este relevo fue que varios colegas del destituido dimitieron al punto o se limitaron a no intervenir en los acontecimientos del día. Fue detenido por los insurrectos junto con el resto de ministros que se habían refugiado en el Palacio de Invierno y encerrado en la Fortaleza de San Pedro y San Pablo.
En la primavera de 1918, fue puesto en libertad. En 1919, volvió a ser detenido acusado de ser cofundador de la Unión por la Regeneración de Rusia, pronto siendo liberado. En 1921, junto con el economista Serguéi Prokopóvich y la política Yekaterina Kuskova, fundó el Comité Panruso de Ayuda a Hambrientos (VK Pomgol) durante la hambruna de 1921-1922 producida en la región del Volga.
Desde 1923, trabajó en el Comisariado del Pueblo de Salud de la RSFS de Rusia jubilándose a finales de los años 1920.